# Triphragmium ulmariae

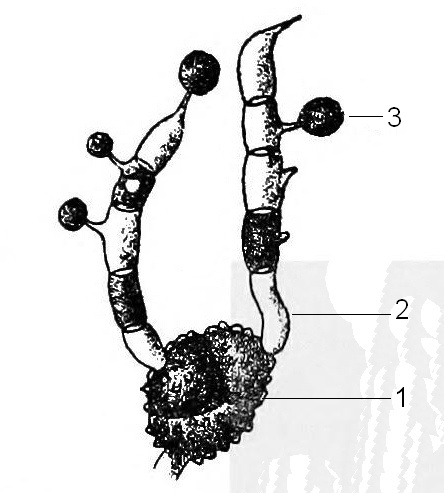
Kiełkująca teliospora
1. teliospora, 2. przedgrzybnia 3. sporydium

Triphragmium ulmariae (DC.) Link – gatunek grzybów z rzędu rdzowców (Pucciniales). Pasożyt rozwijający się na wiązówce błotnej (Filipendula ulmaria).

## Systematyka i nazewnictwo
Pozycja w klasyfikacji według Index Fungorum: Triphragmium, Raveneliaceae, Pucciniales, Incertae sedis, Pucciniomycetes, Pucciniomycotina, Basidiomycota, Fungi.
Po raz pierwszy zdiagnozował go w 1808 r. Augustin Pyramus de Candolle nadając mu nazwę Puccinia ulmariae. Obecną, uznaną przez Index Fungorum nazwę nadał mu Johann Heinrich Friedrich Link w 1825 r.
Synonimy:

- Puccinia spiraeae Purton 1821
- Puccinia ulmariae DC. 1808
- Trichobasis ulmariae (DC.) G.H. Otth 1864
- Trichobasis ulmariae Cooke 1875
- Triphragmium anomalum Tranzschel 1914
- Triphragmium ulmariae var. alpinum Lagerh. 1902
- Triphragmium ulmariae var. anomalum (Tranzschel) Lohsomb. & Kakish. 1990
- Triphragmium ulmariae (DC.) Link 1825 var. ulmariae
- Uredo spiraeae Sowerby 1803
- Uredo ulmariae Schumach. 1803
- Uromyces ulmariae Lév. 1847

## Morfologia i rozwój
Rdza pełnocyklowa, ale jednodomowa i monofagiczna, rozwijająca się na jednym tylko gatunku żywiciela, którym jest wiązówka błotna. Zazwyczaj doprowadza do obumarcia swojego żywiciela, przetrwanie patogena możliwe jest dzięki wytwarzaniu teliospor, które są zarodnikami przetrwalnikowymi i mają możliwość zakażania roślin. Teliospory zimują na porażonej i obumarłej wiązówce, wiosną kiełkują, wytwarzając płciowo zarodniki (sporydia), które roznoszone przez wiatr dokonują infekcji na innych osobnikach wiązówki błotnej. Na ich ogonkach liściowych i liściach rozwijają się pomarańczowe ecja, głównie na dolnej stronie nerwów liści. Powstające w nich ecjospory roznoszone przez wiatr zakażają wiązówki, dając początek następnemu pokoleniu patogena, które wytwarza okrągłe i cytrynowo-żółte uredinia. Powstają w nich urediniospory rozprzestrzeniające chorobę. Pod koniec sezonu wegetacyjnego zamiast urediniów wytwarzane są w teliach brązowo-czarne teliospory.
W 1991 r. na Uniwersytecie Umeå w Szwecji przeprowadzono eksperyment, polegający na tym, że 100 roślin wiązówki błotnej zakażono urediniosporami Triphragmium ulmariae. Do następnego roku przetrwało 11 roślin, pozostałe obumarły w wyniku wywołanej przez ten patogen choroby.

## Występowanie
Triphragmium ulmariae jest szeroko rozprzestrzeniony w całej Europie. Występuje od Hiszpanii na południu po północne krańce Półwyspu Skandynawskiego (Norwegia, 69.5° szerokości geograficznej). Zanotowano jego występowanie także w Azji Wschodniej (Syberia, Chiny, Tajwan, Japonia). W Polsce jest częsty.